# Federazione calcistica dell'Iraq
La Federazione calcistica irachena (in arabo الاتحاد العراقي لكرة القدم, in inglese Iraq Football Association, acronimo IFA) è l'organo che governa il calcio nell'Iraq. Pone sotto la propria egida il campionato e la nazionale irachena. Fu fondata nel 1948 ed è affiliata all'AFC e alla FIFA. L'attuale presidente è Najeh Hammoud Hraib.